# Eduard Lange (Pädagoge)
Eduard Reinhold Lange (* 16. April 1799 in Groß Baudiß, Landkreis Liegnitz; † 28. Dezember 1850 vermutlich in Oels, Landkreis Oels, Provinz Schlesien) war ein deutscher Gymnasiallehrer und Altphilologe, der insbesondere auf dem Gebiet der altgriechischen Mythologie publizierte.

## Leben
Lange studierte in Breslau und Leipzig, wo er auch Mitglied der von Gottfried Hermann geleiteten Griechischen Gesellschaft war. Nach dem Studium betätigte sich Lange 1823 kurzzeitig als Lehrer am Elisabethanum in Breslau, habilitierte aber bereits 1824 als Privatdozent an der Universität Berlin. In Berlin erhielt er dann auch eine Lehrstelle am Friedrichswerderschen Gymnasium, wo er später hin bis zum Konrektor avancierte. Lange kehrte 1838 nach Schlesien zurück und übernahm die Direktion des herzoglichen Gymnasiums in Oels. Auf dieser Anstellung blieb er bis zu seinem Tod.
Lange setzte sich maßgeblich und publizierend mit der griechischen Mythologie auseinander. Besondere Aufmerksamkeit erlangte er durch einen öffentlich, u. a. über die Jenaische Allgemeine Literaturzeitung, geführten Disput mit Karl Otfried Müller um dessen 1824 in Breslau erschienenes Hauptwerk Geschichten hellenischer Stämme und Städte, genauer um dessen Ausbreitung zu den Doriern. Unterstützung fand er hierbei vor allem durch Johann Heinrich Voß, der sich zudem vergebens um eine Berufung Langes zum außerordentlichen Professor der Philologie an die Universität Heidelberg bemühte.

## Veröffentlichungen
- Specimen criticum in Platonis Critonem, Leipzig 1821 (Digitalisat)
- Einleitung in das Studium der griechischen Mythologie, Berlin 1825
- Die Perser des Aeschylos, mit kritischem und exegetischem Commentar, 1825, herausgegeben mit Gustav Pinzger
- Epistola critica ad Godofredum Hermannum de nupera editione Persarum Aeschyli, Berlin 1825, herausgegeben mit Gustav Pinzger
- Analogien der griechischen unregelmäßigen Zeitwörter mit Berücksichtigung des Verbalverzeichnisses der größeren Vuttmannischen Grammatik neu geordnet, Berlin 1827
- De Aeschylo poeta, Berlin 1832
- Vorschläge zu zeitgemäßer Reform der Gymnasien, Breslau 1847 (Digitalisat)